# Чорноголова
Чорноголо́ва — село в Україні, в Ужгородському районі Закарпатської області. В селі проживає 1348 осіб. Населення належить до етнічної групи українців — лемки.

## Назва
Село розташоване серед гір північно-західної частини масиву Полонинський Бескид (частина Українських Карпат), на річці Лютянка і її притоках: Бачава (Бачівський) та інші. На північний схід від села на річці Лютянка розташований цікавий туристичний об'єкт — «Блакитна лагуна». На околицях села розташовані 2 джерела мінеральної води, які мають статус гідрологічної пам'ятки природи місцевого значення — Джерело № 1 (Чорноголова) і Джерело № 2 (Чорноголова). 
Є декілька легенд походження назви села.
За однією з них був опришок Головатий, бо мав велику голову. Жив він у хижі в лісі, де тепер село Чорноголова. Там його вислідило панське військо. Він відстрілювався, і йому нічого не могли зробити. Тоді ту хижку підпалили, і він згорів.
Люди, які прийшли на те місце, увиділи на згарищі чорну обгорілу голову. І місце назвали Чорноголовою. І село, що там виникло, так назвали.
За іншою, яку розповіла одна з селянок: «З давных давен говорили, що двоє молодих людей втікали десь не знати вутки, бо їм не давали побратися. Йшли вни, йшли, де їх нуч застала, зробили собі колибу у тум потоці, в лісі. У туй колибі наклали огня, самі заспали. Колиба згоріла, разом з тым і вни згоріли. Потому люде, якісь мандрівники, йшли і найшли тоти дві голови. Голови були чорні, обгоріті, і тому назва од того й пушла, же село Чорноголова.
То было десь у тум потоці, в Солоному. Там вода солена, так ся пучав поток кликати Солоный і присілок Солоный від того. І вудтам почалися перші номеры села Чорноголовы».

## Історія
Село було заселено ще в I тисячолітті до н. е. Про це свідчать дані археологічних розкопок, зокрема вироби з бронзи та могильник.
Перші письмові згадки про село датуються 1552 роком. У державному податковому списку за цей рік йдеться про те, що Чорноголова належить до володінь Ужгородської домінії графів Другетів. Згідно з урбаром 1691 року Чорноголова й навколишні села на правах округи входила у 4-й дискрит Ужгородської домінії графа Берчені, спадкоємця Другетів.
У давні часи село простягалося на схід від річки Лютянки, в урочищі Солоний. На розвиток ремесел у селі, зокрема гончарства і куховаріння, великий вплив мали переселені в 1788 році словаки, які заснували тут своє поселення. З того часу на розвиток культурних традицій Чорноголови мала вплив культура сусідніх словаків. Дуже важливою подією для економічного і культурного життя села стало прокладення через село в кінці XIX століття вузькоколійної залізниці Дубриничі — Люта, яка зв'язувала Чорноголову із залізницею Ужгород — Великий Березний, а згодом і зі Львовом.
На 1906 рік, коли фірма «Бантлін» закупила ліс в околиці Чорноголови, вузькоколійка досягла 30км довжини. Перед Чорноголовою вузькоколійка мала два відгалуження: одне йшло долиною Бачави під вершину Чело (вис. 623 м над р. м.), друге — паралельно з основною гілкою до складу Лютянки. В 1917—1918 рр. на відрізку Дубриничі—Чорноголова—Лютянка працювало 4 локомотиви, шо свідчить про інтенсивний вивіз деревини з околиці Чорноголови. Привезену на склад у Дубриничі деревину широкою залізницею відправляли на Перечинський лісохімзавод.
У 1933 році в Дубриничах через р. Уж був побудований залізний міст, через який проходила також вузькоколійка. В Чорноголові на той час уже працювала пилорама. В 1937 році вузькоколійка Дубриничі —Чорноголова—Лютянка і використовувала 44 вантажні вагони, один службовий і два вагони для перевезення робітників. Але в 1974 році вона була закрита як нерентабельна.
В 1934 році в селі Чорноголова було відкрито восьмирічку. Директором і вчителем був Варваринець.
Середню школу було відкрито після війни. Директором школи було призначено ветерана війни Коростильова Е. І. У 1955 році відбувся перший випуск учнів Чорноголівської середньої школи.
Велику роль у культурному житті села зіграло товариство «Просвіта», яке, починаючи з 1920-х років, діяло дуже активно. Проводилися мітинги, політичні акції. Місцевий мешканець Іван Шелепець організував театральний гурток, який об'їздив з виставами всі села району. У 1939—1949 роках чимало чорноголівців поповнили ряди карпатських січових стрільців. А Іван Рогач був секретарем уряду Августина Волошина, за що був страчений 1941 року в Бабиному Яру. Така ж доля спіткала і його сестру Ганну, члена уряду Карпатської України.

## Присілки

### Бачов
Бачево — колишнє село в Україні, в Закарпатській області.
Об'єднане з селом Чорноголова рішенням облвиконкому Закарпатської області № 155 від 15.04.1967.
Село створене наприкінці XVIII століття, у 1788 році словаки з-під Татр, заснували тут своє поселення. З того часу на розвиток культурних традицій Бачова мала вплив культура словаків, про що і свідчить назва поселення Бачов - "бача"-пастух, вівчар.
Село знаходиться вздовж лівої притоки Лютянки — Бачави. У минулому долиною річки Бачави та села Бачов простягалась одна з гілок вузькоколійної залізниці Дубриничі — Люта (демонтована на початку 1970-х років).
У 1906 році, коли фірма «Бантлін» закупила ліс в поблизу Бачова, вузькоколійка сягала 30 км довжини: залізничне полотно йшло долиною Бачави під вершину Чело висотою 623 м над рівнем моря.

### Горб
Горб — колишнє село в Україні, в Закарпатській області.
Об'єднане з селом Чорноголова рішенням облвиконкому Закарпатської області № 155 від 15.04.1967.
Перша згадка у другій половині ХІХ століття.

### Кошарки
Кошарки — колишнє село в Україні, в Закарпатській області.
Об'єднане з селом Чорноголова рішенням облвиконкому Закарпатської області № 155 від 15.04.1967.
Перша згадка у другій половині ХІХ століття. В 20–35 роках ХХ століття тут діяла і одна з найкоротших вузькоколійок на кінській тязі. Порожні вагони залізницею тягли вверх коні-ваговози. А завантажені деревиною спускали вниз вузькоколійкою.

### Степан
Степан — колишнє село в Україні, в Закарпатській області.
Об'єднане з селом Чорноголова рішенням облвиконкому Закарпатської області № 155 від 15.04.1967.
Перша згадка у другій половині ХІХ століття.

### Солоний
Солоний — колишнє село в Україні, в Закарпатській області.
Об'єднане з селом Чорноголова рішенням облвиконкому Закарпатської області № 155 від 15.04.1967.
Перша згадка в кінці XVI століття.
«З давніх давен говорили, що двоє молодих людей втікали десь не знати вутки, бо їм не давали побратися. Йшли вни, йшли, де їх нуч застала, зробили собі колибу у тум потоці, в лісі. У туй колибі наклали огня, самі заспали. Колиба згоріла, разом і вни згоріли. То было десь у тум потоці, в Солоному. Там вода солена, так ся пучав поток кликати Солоний і присілок Солоний від того. І вудтам почалися перші номери села Чорноголови».

### Тулків
Тулків — колишнє село в Україні, в Закарпатській області.
Об'єднане з селом Чорноголова рішенням облвиконкому Закарпатської області № 155 від 15.04.1967.
Перша згадка у другій половині ХІХ століття.

## Населення
Згідно з переписом УРСР 1989 року чисельність наявного населення села становила 1581 особа, з яких 740 чоловіків та 841 жінка.
За переписом населення України 2001 року в селі мешкало 1336 осіб.

### Мова
Розподіл населення за рідною мовою за даними перепису 2001 року:
| Мова       | Кількість | Відсоток |
| ---------- | --------- | -------- |
| українська | 1335      | 99.04%   |
| російська  | 13        | 0.96%    |
| Усього     | 1348      | 100%     |

## Храм
Церква св. Миколи. Споруджена в XVII ст. і перебудована 1794 року. Стоїть на Куртаничівському груні. На цьому місті стояла попередня дерев'яна церква, можливо, перша в селі. Будували церкву з ялини триверхої у бойківському або, можливо, лемківському стилі.

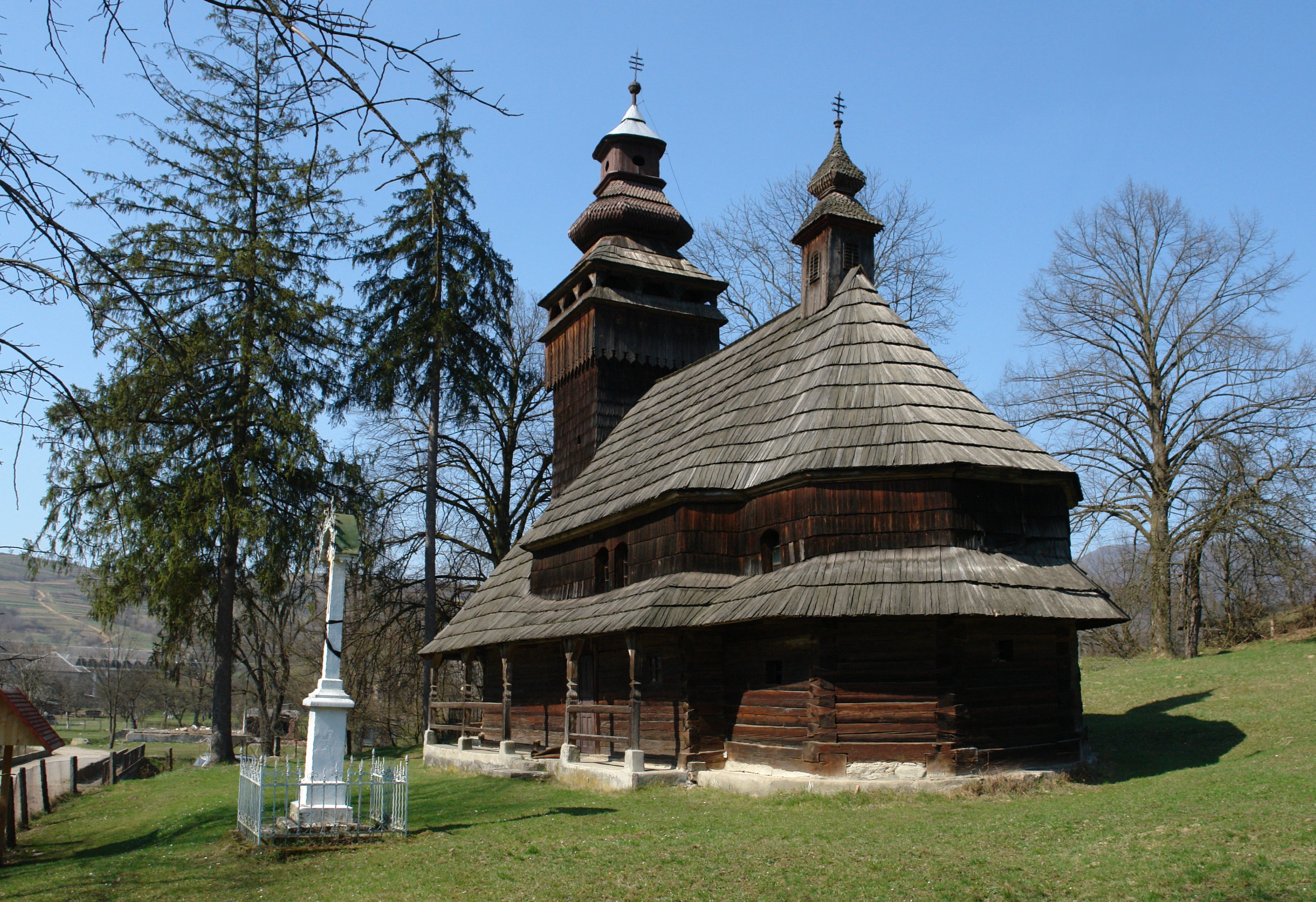
Церква св. Миколи

Віддалено від головної дороги, при злитті двох потоків стоїть дерев'яна церква, що належить до найкращих зразків закарпатської барокової архітектури. Церкву збудували з ялини в XVII ст. триверхою, бойківського стилю. У 1751 р. згадують дерев'яну церкву св. Миколи, криту шинґлами, в доброму стані, з двома дзвонами та всіма церковними книгами.
Сучасного «барокового» вигляду набула після перебудови в 1794 р. за священика Василя Івашковича. Згідно з написом на одвірку, перебудову здійснив майстер Матій Химич із села Лучки:
СЫЯ ЦЄРКОВЬ СООРУЖЄНА ВО ВЄСИ ЧЄРНОГОЛОВЬЮ ЧРЄЗЪ МАЙСТРА ХИМИЧЪ МАТІЯ ОБЫВАТЄЛА ЛУЧАСКОГО ПРИ СВЯЩЄНН ІЄРЄІ ВАСИЛІИ ИВАШКОВИЧ РОКУ АΨЧД (1794) МЦА ІЮНІЯ ДНЯ В (2)
Тоді церкву вкрили двосхилим дахом, що плавною площиною покриває заломи гранчастого вівтаря і ширший об'єм нави.
У наві й вівтарі збережено шатрові перекриття, характерні для лемківських і бойківських церков. Над бабинцем — плоске перекриття.
Увагу привертає вежа з декоративно багатим бароковим завершенням: підсябиття з фігурно обробленими кінцями дощок і захисним дашком згори, аркада голосниць, чотирисхиле шатро з приплюснутою банею і ліхтарем. Опасання довкола бабинця і нави підтримується різьбленими стовпчиками, що є характерним елементом лемківських церков Закарпаття. Біля церкви стоїть каркасна дзвіниця простої конструкції.
Згідно з написом на одвірку, перебудову здійснив майстер Матій Химич з села Лучки (тепер на території Словаччини), завершивши роботу 2 червня 1794 року. Маленька одноярусна дзвіниця підкреслено функціональна, але саме своєю простотою підсилює враження від церкви. Особливою подією в історії церкви є те, що з 1 вересня 1913 року по 31 жовтня 1924 року її парохом був о. Юлій Бачинський.
У 2015 році Мукачівською греко-католицькою єпархією в селі Чорноголова придбано дві земельні ділянки під будівництво нової греко-католицької церкви. Влітку цього ж року розпочато будівництво невеликої дерев'яної церкви, більшу частину деревини (оциліндрованого брусу) подаровано греко-католицькою громадою села Лумшори. У грудні 2015 року освячено хрест на подвір'ї церкви і хрести на куполи церкви. В кінці грудня було закінчено будівництво нового греко-католицького храму в селі Чорноголова. 3 січня 2016 року владика Мілан освятив церкву Святого Пророка Іллі. З 21 червня 2015 року парафією опікується о. Олег Григорик.

## Персоналії
- Ян Бартош (1932 - 2014) - чеський кіноактор та кінорежисер.
- Гребініченко Григорій Іванович — заслужений працівник культури України, співак.

## Туристичні місця
- деревяний храм Св Миколи 1794 року
- присілок Солоний 